# Vernon Carey
Vernon A. Carey Jr (ur. 25 lutego 2001 w Miami) – amerykański koszykarz, występujący na pozycji środkowego.
Został dwukrotnie wybrany najlepszym koszykarzem szkół średnich stanu Floryda (Florida Gatorade Player of the Year - 2019, Florida Mr. Basketball - 2018, 2019). W 2018 został zaliczony do I składu USA Today’s All-USA, a rok później do II składu. W 2019 wystąpił w meczach wschodzących gwiazd – Nike Hoop Summit i McDonald’s All-American.
10 lutego 2022 został wytransferowany do Washington Wizards. 1 marca 2023 został zwolniony.

## Osiągnięcia
Stan na 12 marca 2023, na podstawie, o ile nie zaznaczono inaczej.
NCAA
- Najlepszy pierwszoroczny zawodnik:
  - NCAA (2020 według NABC, USBWA)[6]
  - konferencji Atlantic Coast (ACC – 2020)[7]
- MVP turnieju 2K Sports Classic (2020)
- Zaliczony do:
  - I składu:
    - ACC (2020)
    - najlepszych pierwszorocznych zawodników:
      - NCAA (2020według NABC, USBWA)
      - ACC (2020)

    - turnieju 2K Sports Classic (2020)

  - II składu All-American (2020)
- Lider ACC w:
  - skuteczności rzutów z gry (2020 – 57,7%)
  - liczbie celnych (146) i oddanych (2018) rzutów wolnych (2020)
- Zawodnik kolejki:
  - NCAA (24.11.2019 według USBWA)
  - ACC (25.11.2019, 3.02.2020)
- Najlepszy pierwszoroczny zawodnik kolejki ACC (25.11.2019, 9.12.2019, 23.12.2019, 3.02.2020, 9.03.2020)

Reprezentacja
- Mistrz :
  - świata U–17 (2018)
  - Ameryki U–16 (2017)[8]
- MVP mistrzostw Ameryki U–16 (2017)[8]
- Zaliczony do I składu mistrzostw:
  - świata U–17 (2018)
  - Ameryki U–16 (2017)
- Lider mistrzostw Ameryki U–16 w skuteczności rzutów za 2 punkty (2017 – 75,7%)[9]